# زبان اینگریایی
زبان اینگریایی (انگلیسی: Ingrian language) یک زبان از شاخه زبان‌های اورالی است.
این زبان که در روسیه تکلم می‌شود در ۲۰۱۰ میلادی ۱۲۰ نفر گویشور داشته‌است.